# 津村栄一
津村 栄一（つむら えいいち、1967年- ）は、日本の構造家。建築家。広島県呉市生まれ。
広島の建築構造設計事務所栄建構造設計を主宰。現在、栄建構造設計代表。
一級建築士, 構造設計一級建築士, 構造計算適合性判定員, 構造専攻建築士, 1級建築施工管理技士, 呉市木造住宅耐震改修助成事業改修設計士。広島県建築士会、日本建築構造技術者協会会員。

## 経歴
- 1991年 日本大学理工学部建築学科卒業。
- 1991年 広島県の設計事務所に入社。
- 1999年 栄建構造設計 設立。

## 受賞
- 2002年 建築士会住宅設計競技優秀作品

　以下は構造設計を担当
- 2003年 第4回ひろしま建築文化賞入選
- 2009年 呉市 美しい街づくり賞 すまい部門受賞
- 2012年 第7回ひろしま建築文化賞優秀賞
- 2012年 第13回ひろしま街づくりデザイン賞　建築物：工作部門賞
- 2013年 呉市 美しい街づくり賞 すまい部門受賞
- 2013年 日本建築学会作品選集新人賞
- 2017年 GOOD DESIGN AWARD